# Consejo Nacional para la Cultura y las Artes
El Consejo Nacional para la Cultura y las Artes (Conaculta) va ser un òrgan administratiu desconcentrat de la Secretaría de Educación Pública creat el 8 de desembre de 1988. El seu objectiu va ser la promoció, el suport i el patrocini d'esdeveniments que propiciïn l'art i la cultura en la nació. En 2015, després de les persistents exigències de la ciutadania per a regularitzar la seva situació i subjectar-ho a rendició de comptes com qualsevol altra dependència governamental, es va transformar en la Secretaría de Cultura.

## Història
En 1921 es va fundar la Secretaría de Educación Pública (SEP), que va ser la responsable de vetllar tant per l'educació com per la cultura de Mèxic. Així mateix en 1939 i 1946, respectivament, es van fundar l'Instituto Nacional de Antropología e Historia (INAH) i l'Instituto Nacional de Bellas Artes (INBA) totes dues institucions descentralitzats de la SEP van ser els primers intents per a crear un organisme estatal dedicat a atendre les qüestions culturals.
Les activitats culturals i artístiques que dirigia la SEP es van concentrar en la seva Subsecretaria de Cultura. Però, en iniciar el seu sexenni, el president Carlos Salinas de Gortari va decidir crear un organisme administratiu desconcentrat que substituís a aquesta sotssecretaria. Raó per la qual va decretar el 8 de desembre de 1988 la creació del Consejo Nacional para la Cultura y las Artes (CONACULTA).
El CONACULTA va ser transformat per iniciativa del president Enrique Peña Nieto en la Secretaría de Cultura el 18 de desembre de 2015, transferint-se totalment els seus recursos i atribucions al nou organisme.

## Presidenes de CONACULTA
- Govern de Carlos Salinas de Gortari (1988 - 1994) 
  - (1988 - 1992): Víctor Flores Olea
  - (1992 - 1994): Rafael Tovar y de Teresa
- Govern de Ernesto Zedillo Ponce de León (1994 - 2000) 
  - (1994 - 2000): Rafael Tovar y de Teresa
- Govern de Vicente Fox (2000 - 2006) 
  - (2000 - 2006): Sari Bermúdez
- Govern de Felipe Calderón Hinojosa (2006 - 2012) 
  - (2006 - 2009): Sergio Vela
  - (2009 - 2012): Consuelo Sáizar Guerrero
- Govern de Enrique Peña Nieto (2012 - 2018) 
  - (2012 - 2015): Rafael Tovar y de Teresa

## Organismes de CONACULTA
Entre els òrgans que van formar part de CONACULTA al moment de la seva desaparició estan: 

### El Consell
- Biblioteca Vasconcelos
- Centro Cultural Helénico
- Centro de la Imagen
- Centro Nacional de las Artes (CNA)
- Fondo Nacional para la Cultura y las Artes (FONCA)
- Programa Cultural Tierra Adentro
- Coordinación Nacional de Desarrollo Cultural Infantil
- Sistema de Información Cultural
- Coordinación Nacional de Patrimonio Cultural y Turístico
- Coordinación del Sistema Nacional de Fomento Musical
- Dirección General de Asuntos Internacionales
- Dirección General de Bibliotecas
- Dirección General de Culturas Populares[3]
- Dirección General de Publicaciones
- Dirección General de Sitios y Monumentos del Patrimonio Cultural
- Dirección General de Vinculación Cultural
- Red Nacional para el Arte y la Restauración del Patrimonio en AIDO - REDART (Parc Tecnològic de València)
- Fonoteca Nacional
- Dirección General Adjunta de Proyectos Históricos

### Institucions Culturals
- Canal 22
- Centro Cultural Tijuana
- Centro de Capacitación Cinematográfica
- Cineteca Nacional
- Educal, Libros y Arte
- Red Nacional para el Arte y la Restauración del Patrimonio en AIDO - REDART (Parc Tecnològic de València)
- Estudios Churubusco Azteca
- Festival Internacional Cervantino
- Instituto Nacional de Antropología e Historia
- Instituto Nacional de Bellas Artes y Literatura
- Instituto Mexicano de Cinematografía
- Radio Educación
- Centro de Cultura Digital

### Museus
- Museo Nacional de Culturas Populares
- Museo Nacional de los Ferrocarriles Mexicanos
- Museos del Instituto Nacional de Bellas Artes
- Museo del Palacio de Bellas Artes
- Museo Nacional de Arquitectura
- Museo Nacional de Arte
- Museo Nacional de San Carlos
- Museo de Arte Moderno de México
- Museo Tamayo Arte Contemporáneo
- Museo de Arte Carrillo Gil
- Museo Nacional de la Estampa
- Museo Estudio Diego Rivera
- Museo Mural Diego Rivera
- Museos del Instituto Nacional de Antropología e Historia
- Museo Nacional de Antropología
- Museo Nacional de Historia
- Museo Nacional de las Culturas
- Museo Nacional de las Intervenciones
- Museo Nacional del Virreinato
- Museo de El Carmen
- Galería de Historia - Museo del Caracol
- Museos regionales
- Museos locales
- museos de sitio
- Centros comunitarios
- Museos del Sistema de Información Cultural
- Red Nacional para el Arte y la Restauración del Patrimonio en AIDO - REDART (Parque Tecnológico de Valencia)

### Biblioteques
- Biblioteca de las Artes
- Biblioteca de México
- Red Nacional de Bibliotecas

### Publicacions
- Colección de Periodismo Cultural
- Fondo Editorial Tierra Adentro
- Revista Luna Córnea

### Educació i investigació
- Escuela Nacional de Antropología e Historia (ENAH)
- Escuela de Antropología e Historia del Norte de México (EAHNM)
- Escuela Nacional de Conservación, Restauración y Museografía «Manuel Castillo Negrete»
- Escuela de Conservación y Restauración de Occidente
- Escuelas de Iniciación Artística
- Centros de Educación Artística
- Escuela de Artesanías
- Academia de la Danza Mexicana
- Escuela Nacional de Danza Folklórica
- Escuela Nacional de Danza «Nellie y Gloria Campobello»
- Escuela de Diseño
- Escuela Nacional de Pintura, Escultura y Grabado «La Esmeralda»
- Conservatorio Nacional de Música
- Escuela Superior de Música y Danza de Monterrey
- Escuela de Laudería
- Escuela Superior de Música
- Escuela Nacional de Arte Teatral
- Escuela Nacional de Danza Clásica y Contemporánea
- Centro de Investigación Coreográfica
- Centro Nacional de Investigación, Documentación e Información Teatral «Rodolfo Usigli»
- Centro Nacional de Investigación, Documentación e Información Musical «Carlos Chávez»
- Centro Nacional de Investigación, Documentación e Información de la Danza «José Limón»
- Centro Nacional de Investigación, Documentación e Información de Artes Plásticas
- Centro de Capacitación Cinematográfica

### Patrimoni
- Patrimoni Mundial INAH-UNESCO
- Coordinación Nacional de Monumentos Históricos
- Coordinación Nacional de Conservación del Patrimonio Cultural
- Red Nacional para el Arte y la Restauración del Patrimonio en AIDO - REDART(Parque Tecnológico en Valencia)